# المصرية للاتصالات
الشركة المصرية للاتصالات أو وي هي شركة مساهمة مصرية متخصصة في مجال الاتصالات وتكنولوجيا المعلومات، وتعد أول مشغل متكامل للاتصالات في مصر، إذ تقدم خدمات الهاتف ثابت، الهاتف محمول، خدمات الانترنت، وكذلك خدمات استضافة المواقع والشبكات الداخلية والتأمين المعلوماتي، وإنتاج الحاسبات الآلية، وتعد المصرية للاتصالات أكبر مشغل لخدمات الهاتف الثابت في مصر إذ وصل عدد المشتركين فيها إلى حوالي 0.8 مليون مشترك في ديسمبر 2014، إضافة إلى ذلك تعد المصرية للاتصالات أكبر مقدم لخدمات الإنترنت في مصر، إذ بلغ عدد المستفيدين من خدماتها في نهاية ديسمبر 2016 إلى ما يقرب من 0.44 مليون مستخدم. وفي 18 سبتمبر 2017 أطلقت المصرية للاتصالات خدمات الهاتف المحمول في السوق المصري لتصبح أول مشغل متكامل في مصر ورابع شركة اتصالات محمولة.

## التاريخ
يرجع تاريخ إنشاء الشركة المصرية للاتصالات إلى عام 1854، وكانت تسمى وقتها باسم الشركة الشرقية للتلغراف، وفي نفس العام افتُتح أول خط تلغراف يربط بين العاصمة القاهرة ومدينة الإسكندرية، وفي عام 1881 تم إنشاء أول خط تليفون ثابت يربط بين المدينتين، وفي عام 1883 تم إنشاء خطوط جديدة تربط القاهرة بمدن القناة، طنطا، الزقازيق، والمنصورة، وفي عام 1918 قامت الحكومة المصرية بشراء الشركة الشرقية للتليفونات والتلغراف، ونقل ملكيتها إلى سلطة البرق والهاتف، وفي عام 1928 قامت شركة ماركوني بإنشاء محطتين للإرسال والاستقبال اللاسلكي بمنطقتي المعادي وأبو زعبل، ووصل عدد مستخدمي الهاتف الثابت في مصر بحلول عام 1952 إلى ما يرقب من 52 ألف مشترك، وتم تغيير إسمها إلى الهيئة القومية للاتصالات السلكية واللاسلكية، وفي عام 1992 بدأت الهيئة خدمات الإنترنت في مصر، وفي عام 1998 تم إعادة هيلكة الهيئة وتحويلها إلى شركة مساهمة مصرية تحت إسم الشركة المصرية للاتصالات، وفي عام 2001 قامت الشركة بإنشاء الشركة المصرية لنقل البيانات «تي إي داتا» لتقديم خدمات الإنترنت، وفي عام 2005 قامت المصرية للاتصالات بطرح 20% من إجمالي أسهم الشركة من خلال الحكومة المصرية للتداول في البورصة المصرية، وفي عام 2016 تم دمج المصرية للاتصالات مع المصرية لنقل البيانات في كيان واحد تحت اسم المصرية للاتصالات، وفي 18 سبتمبر 2017 أطلقت الشركة خدمات الهاتف المحمول في مصر لتصبح شبكة المحمول الرابعة العاملة في السوق المصري.

## الخدمات

### خدمات الهاتف المحمول
أطلقت الشركة المصرية للاتصالات الإثنين 18 سبتمبر 2017 رسمياً خدمات الهاتف المحمول في مصر لتصبح شبكة المحمول الرابعة العاملة في السوق المصري، وقد تم الإعلان عن أسعار خدمات المحمول والإنترنت التي تقدمها بأقل سعر للدقيقة في السوق المصري.

### خدمات الإنترنت

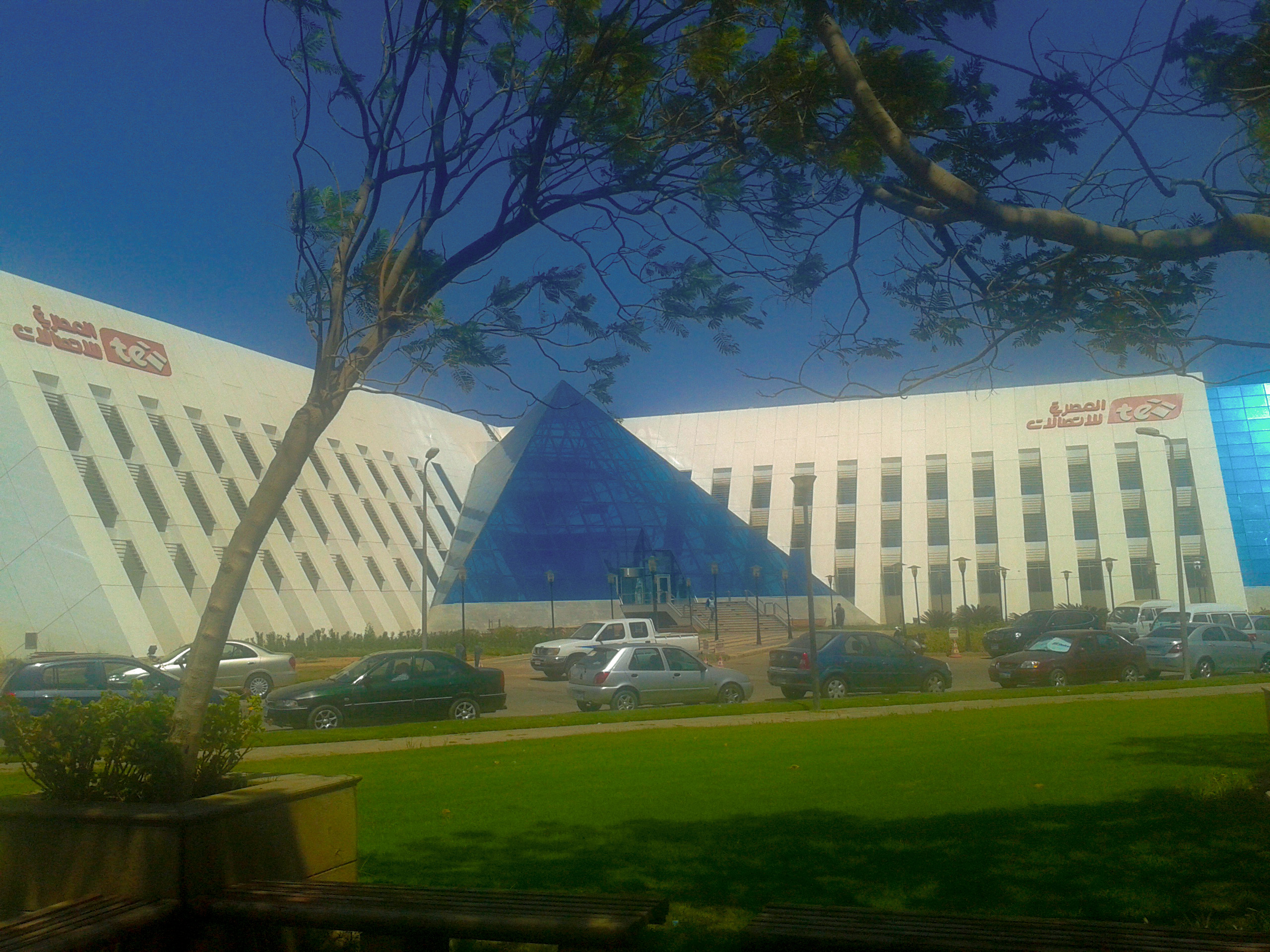
المقر الرئيسي للشركة بالقرية الذكية

تعتبر شركة تي إي داتا أكبر شركة تقدم خدمات الإنترنت في مصر وتقدم شركة لينك دي إس إل، هي شركة مساهمة مصرية تكونت في عام 2001 بواسطة الشركة المصرية للاتصالات وتعتبر من أكبر مقدمي خدمة الإنترنت في مصر، وتمتلك الشركة المصرية للاتصالات 100% من إجمالي عدد أسهم الشركة.
وتقدم الشركة خدمات أخرى مثل تصميم وإستضافة المواقع والإنترنت اللاسلكية. تقدم الشركة خدمة الإنترنت في مصر والأردن، وقد تأسس فرع لشركة تي إى داتا في الأردن في شهر إبريل من عام 2004.
وتبلغ الحصة السوقية للشركة 70% من سوق الإنترنت المصري . وتبلغ السعة الدولية للشركة حالياً أكثر من70% عن إجمالي السعة الدولية للإنترنت في مصر، الأمر الذي جعلها أكبر شركة إنترنت في مصر.
تحتكر المصرية للاتصالات الخطوط الأرضية الثابتة حيث أنها تملك 100% من الخطوط الأرضية  ، وهي المزود الوحيد لخدمة الهاتف الدولية ،وتوفر الإتصال لجميع مشغلي شبكات الهاتف المحمول.
وكانت شركة تي إي داتا شركة مستقلة إدارياً حتى تم دمجها مع المصرية للاتصالات في أغسطس 2016.
وفي 17 يناير 2024 أصبحت المصرية للاتصالات أول شركة في مصر تحصل على رخصة تشغيل خدمات الجيل الخامس (5G).

### خدمات أخرى
ولا تقتصر استثمارات المصرية للاتصالات على ذلك فقط لكن في :-
- Centra شركة لإنتاج الحاسبات الآلية
- Xceed مركز خدمة عملاء يقدم خدماته لعديد من الشركات العالمية
- MERC شركة متخصصة في تأسيس وإدارة شبكات الويرلس (اتصالات لاسلكية)

ومن أهم المشروعات الإقليمية التي تبنتها المصرية للاتصالات والتي تعتبر من أكبر المشاريع المستقبلية مشروع TE North الذي يستفيد من موقع مصر الجغرافي، ويمتد هذا المشروع لأكثر من 3000 كيلو متر ليصبح من أكبر أنظمة الكابلات البحرية في العالم من حيث الكثافة مما يمكن الشركة من إستغلال الطلب المتزايد على خطوط الـ IP في آسيا والهند وربطها بالمنطقة الغربية للكرة الأرضية فيسهم في تقليل تكلفة السعة الترددية التي تتحملها المصرية للاتصالات والشركات التابعة لها.
وخلال العام الماضي أعلنت الشركة توقيع ثلاث عقود لبيع 25% من السعة الكلية للمشروع، كما حققت تقدماً ملحوظاً في إختيار شركائها من كبرى الشركات العالمية مثل Alcatel – Lucent للإستفادة من خبراتهم في هذا المشروع.

## الشركات التابعة
- المصرية لنقل البيانات (TE Data) خدمات الإنترنت فائق السرعة الأرضي (ADSL) وخدمات الإنترنت اللاسلكي (Broadband)
- Centra شركة لإنتاج الحاسبات الآلية
- Xceed مركز خدمة عملاء يقدم خدماته لعديد من الشركات العالمية
- MERC شركة متخصصة في تأسيس وإدارة شبكات الويرلس (اتصالات لاسلكية)
- مينا MENA (الشرق الأوسط وشمال أفريقيا للكوابل البحرية) هو نظام كابل اتصالات بحرية تم إنشاؤه ليصل إيطاليا ومصر والسعودية وعمان والهند.

## الاستثمارات
- MERC (شركة الشرق الأوسط للإتصالات الراديوية) - ملكية بنسبة 49٪. «MERC هي شركة مساهمة تم تأسيسها في عام 2001. وهي شركة رائدة في مجالات بناء وتشغيل وإدارة محطات الاتصالات اللاسلكية».
- صندوق تنمية التكنولوجيا - ملكية 46.15٪ (إعادة التوجيه إلى قسم المؤسسات ذات العلاقة MoTIC)
- فودافون مصر - ملكية 44.95 ٪
- صندوق ائتمان مصر - نسبة ملكية 35.71٪
- Ideavelopers - ملكية بنسبة 18.75٪
- شبكات نوكيا سيمنز - ملكية 10 ٪
- CITC (شركة تكنولوجيا المعلومات المدنية) - ملكية بنسبة 10٪
- الشركة العربية لتصنيع الحاسبات الشخصية - نسبة ملكية 10٪
- Quicktel - ملكية بنسبة 5.71٪

## وصلات خارجية
- الموقع الرسمي